# بخش بیور کریک، شهرستان راک، مینه سوتا
بخش بیور کریک (به انگلیسی: Beaver Creek Township) یک منطقهٔ مسکونی در ایالات متحده آمریکا است که در شهرستان راک، مینه‌سوتا واقع شده‌است.
 بخش بیور کریک ۱۲۴٫۹ کیلومتر مربع مساحت و ۳۹۱ نفر جمعیت دارد و ۴۴۴ متر بالاتر از سطح دریا واقع شده‌است.